# 퍼스트 네이션
퍼스트 네이션(영어: First Nations, 프랑스어: Premières Nations)은 전통적으로 북극 지방을 제외한 지역에 거주해 온 캐나다 원주민들을 말한다. 캐나다 지역의 원주민 중 북극 지역에 사는 이누이트와 유럽인과 동화된 메티스를 제외하는 용어로, 전통적으로 미국의 원주민들과 함께 "인디언"으로 불려온 이들이다.
퍼스트 네이션은 다른 아메리카 원주민들처럼 적어도 수천 년 전부터 아메리카 대륙에 살아오던 민족들로, 전통적으로 내려오는 구전 설화를 제외하면 15세기 후반 식민지를 개척하던 유럽인들과 조우한 이후부터 처음으로 역사의 기록이 시작된다. 인디언 전쟁이 끊이지 않던 미국의 원주민의 역사에 비하면 캐나다의 원주민들은 식민 개척자들과 폭력적인 충돌이 비교적 적었으나 분쟁이 없지 않았다.
오늘날 캐나다 정부로부터 공인된 퍼스트 네이션 부족은 634개로, 각각 자치 정부와 보호구역을 가지고 있다.

## 자치
600개가 넘는 각 퍼스트 네이션의 부족에게는 자치권이 주어져 있다. 퍼스트 네이션의 자치 정부는 족장과 그에 속하는 위원회에게 행정, 교육, 보건 등 여러 분야에 관해 권력이 집중된다. 자치 정부는 제각각 한 개 또는 여러 개의 보호구역을 소유하고 있으며, 소유한 보호구역들 내에서 자치권을 행사한다.

## 같이 보기
- 캐나다 원주민
- 미국 원주민